# Stepan Prociuk
Stepan Prociuk ukr. Степа́н Васи́льович Процю́к (ur. 13 sierpnia 1964) – ukraiński poeta i prozaik, uważany za jednego z najbardziej kontrowersyjnych współczesnych pisarzy intelektualistów. Laureat wielu ukraińskich nagród literackich. Członek Ukraińskiego Oddziału PEN Clubu.

## Życiorys
Stepan Prociuk urodził się 13 sierpnia 1964 r. w Kutach w obwodzie lwowskim, w rodzinie byłego więźnia politycznego. Kilka lat później rodzina przeprowadziła się do obwodu iwano-frankowskiego. Stepan Prociuk ukończył Podkarpacką Wyższą Szkołę Pedagogiczną (obecnie Uniwersytet Podkarpacki im. W. Stefanyka) oraz studia doktoranckie w Instytucie Literatury Akademii Nauk Ukrainy. Kandydat nauk filologicznych (stopień odpowiadający polskiemu stopniowi naukowemu doktora). Wykłada współczesną literaturę ukraińską na Podkarpackim Uniwersytecie w Iwano-Frankiwsku. Żonaty. Ojciec dwóch synów: Antoni i Zachary

## Twórczość
Literacka biografia Stepana Prociuka rozpoczęła się na początku lat 90. Wówczas był on członkiem grupy literackiej, działającej pod nazwą Nowa Degeneracja”. W 1992 r. grupa wydała tom Nowa Degeneracja, do którego wszedł zbiór poezji autorstwa Stepana Prociuka pod tytułem „Na ostrzu dwóch prawd”. W słowie wstępnym Jurij Andruchowycz tak wypowiedział się o twórczości poety: „Prociuk panuje nad chaosem. Chaos panuje nad Prociukiem. To dostojni rywale.” Następnie ukazał się zbiór wierszy Apologetyka o świcie (Użgorod, 1996 r.) oraz Zawsze i nigdy (Lwów, 1999 r.) Z czasem autor oddał się twórczości prozatorskiej, rezygnując z poezji.
Zdaniem Stepana Prociuka, głównym tematem literatury jest ludzka dusza, a sam pisarz jest uniwersalną alegorią światopoglądu humanistycznego.
W 1996 r. ukazał się zbiór esejów Rycerze rysika i kawiarni (Kijów) oraz pierwszy zbiór esejów Przekroczenie w próżni.

### Stryczek dla czułości
W 2001 r. w wydawnictwie tarnopolskim Dżura ukazała się powieść „Stryczek dla czułości”, która otrzymała diametralnie różne recenzje. Kompozycyjnie powieść jest spowiedzią głównego bohatera Demiana, spowodowaną listem byłej ukochanej i charakteryzuje się kolażową kompozycją i fragmentaryzmem obrazów. Autor często odwołuje się do reportażu i publicystycznych dygresji.

### Serafiny i mizantropi
W 2002 r. iwano-frankiwskie wydawnictwo Tipowit opublikowało zbiór powieści „Serafiny i mizantropi”. W niej, zdaniem krytyków, nasila się dekadencki koloryt i zainteresowanie skrajnymi neurotycznymi stanami człowieka. Bohater powieści to refleksyjny typ inteligenta, poszukujący ideału, wiary w Boga.

### Infekcja
W 2002 r. lwowskie wydawnictwo Piramida opublikowało pierwszą powieść Stepana Prociuka pod tytułem Infekcja, która zostaje obwołana „powieścią o narodowej godności” i rok później nominowana do Nagrody im. Tarasa Szewczenki. Utwór traktuje o kryzysie moralnym i wewnętrznym rozdarciu bohaterów, ukazując typowe przypadłości ukraińskiego społeczeństwa, zainfekowanego radzieckim totalitaryzmem.

### Ofiara

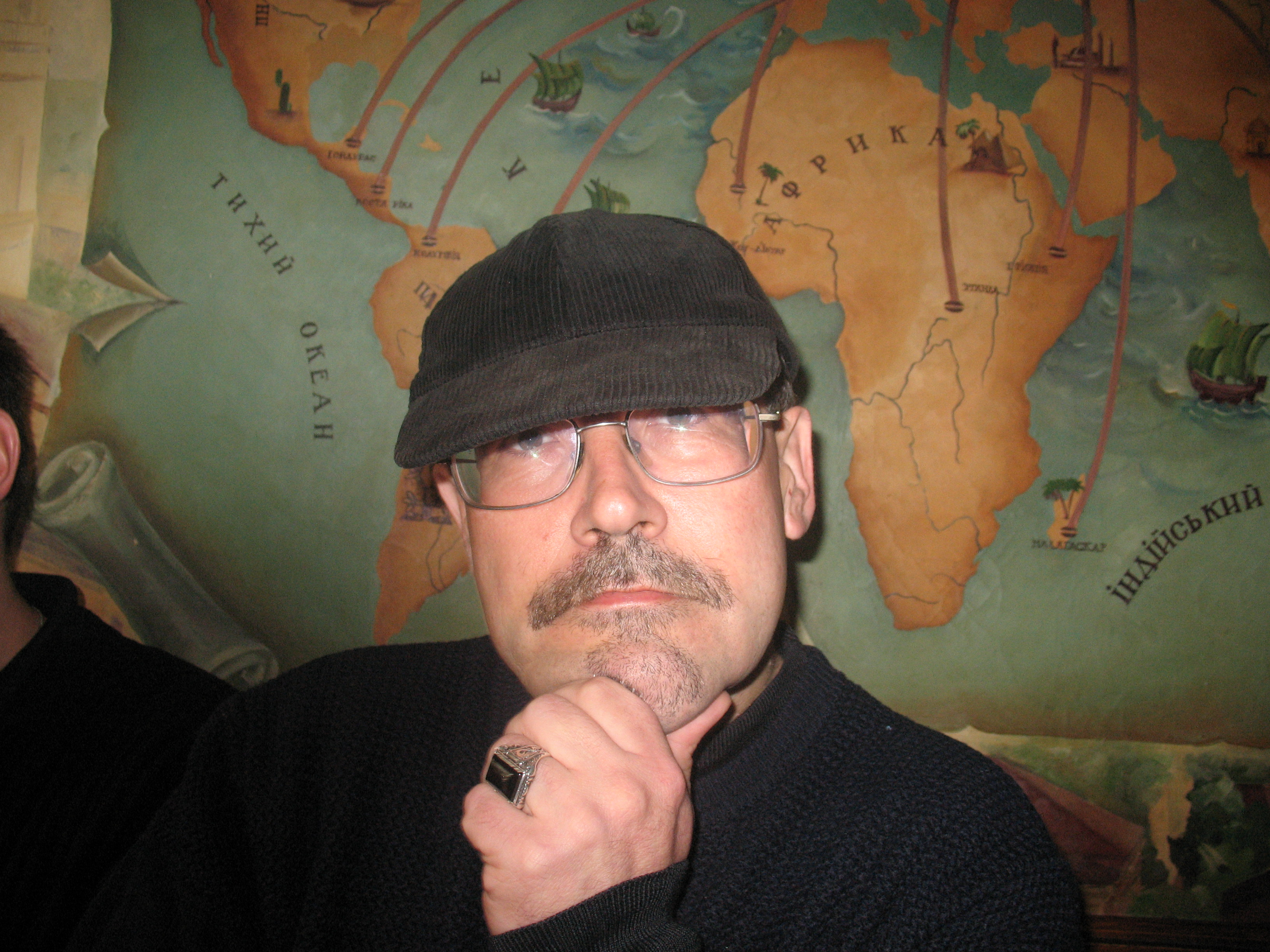
Kawiarnia „Hałka”, Iwano-Frankowsk, 2007 r.

Powieść stała się odpowiedzią autora na często zadawane pytanie o porzuceniu twórczości poetyckiej. Na przykładzie losów bohatera – poety Maksyma Iszczenki – autor rozważa miejsce poety w społeczeństwie, które podporządkowane zasadom gospodarki rynkowej, powoli wyzbywa się resztek humanizmu, zaniedbując własnych obywateli. Zdaniem niektórych krytyków, jest to powieść o porażce, na którą skazana jest wybitna utalentowana jednostka w konsumpcjonistycznym społeczeństwie.

### Totem
Wydana w 2005 r. powieść opowiada o próbach odnalezienia harmonii i miłości w świecie fałszywych wartości i udawanych uczuć. Powieść została przetłumaczona na języki azerski i czeski.

### Linoskoczki
„Powszechny i chroniczny brak prawdziwego życia – to najważniejszy problem współczesności” – słowa te stały motywem przewodnim zbioru esejów, w których Stepan Prociuk analizuje problemy współczesnej literatury, poszukuje analogij w przeszłości, bezlitośnie demaskuje współczesne udawanie i fałsz.

### Analiza krwi
Do tego zbioru weszło 20 esejów, w których autor porusza egzystencjalne, literackie i polityczne tematy. Stosując klasyczną technikę analizy psychologicznej, Stepan Prociuk próbuje znaleźć odpowiedzi na odwieczne pytania o sens życia i istotę człowieczeństwa.

### Unicestwienie lalki
Ta filozoficzna powieść Stepana Prociuka porusza egzystencjalne problemy istnienia jednostki w społeczeństwie, problem samotności, poszukiwania ideałów i miłości. Bohaterowie powieści zmuszeni są do dokonywania trudnych wyborów w wędrowce przez labirynt życia.

### Psychobiograficzna trylogia
To trzy powieści („Róża rytualnego bólu”, „Maski opadają powoli” i „Czarne jabłko”) o życiu i twórczości wybitnych ukraińskich pisarzy Wasyla Stefanyka, Wołodymyra Wynnyczenki i Arhypa Teslenki. Losy bohaterów zostały przedstawione przez pryzmat psychoanalizy. Stepan Prociuk przenika w świat wewnętrzny bohaterów, łącząc dokumentalizm z fikcją literacką, wychodząc poza tradycyjne ramy powieści biograficznych.

### Cienie pojawiają się o świcie
Kolejny zbiór esejów, przepełniony magnetyzmem i egzystencjalnym naturalizmem, charakterystycznym dla stylu Stepana Prociuka. Strach przed przemijaniem, absurd, miłosna zależność, samotność, konflikt wewnętrzny – to zaledwie kilka problemów, które autor przedstawia na przykładach życia poetów (A. Puszkina, A. Achmatowej, W. Majakowskiego), filozofów (F. Nietzschego, A. Schopenhauera), i dyktatorów (A. Hitlera i J. Stalina)

### Wal głową w mur
Powieść z elementami autobiograficznymi. Opowiada o skomplikowanych relacjach umierającego ojca i syna. Konflikt ojca – niegdyś tyrana, terroryzującego rodzinę, teraz zniedołężniałego, i syna, który próbuje zrozumieć i przebaczyć – został przedstawiony z niezwykłym autentyzmem i potężnym ładunkiem emocjonalnym. Obecnie powieść jest tłumaczona na szwedzki, polski i czeski.